# Манчини, Джанлука
Джанлу́ка Манчи́ни (итал. Gianluca Mancini; родился 17 апреля 1996 года, Понтедера, Италия) — итальянский футболист, защитник итальянского клуба «Рома» и сборной Италии. Участник чемпионата Европы 2024.

## Клубная карьера
Манчини — воспитанник клуба «Фиорентина». В 2015 году Джанлука подписал свой первый профессиональный контракт с клубом «Перуджа». В матче против «Пескары» он дебютировал в итальянской Серии B. 29 апреля 2017 года в поединке против «Про Верчелли» Манчини забил свой первый гол за «Перуджу». Летом Джанлука стал игроком «Аталанты». Сумма трансфера составила 800 тыс. евро. 24 сентября в матче против своего родного клуба «Фиорентины» он дебютировал в Серии A, заменив во втором тайме Рафаэла Толоя. 4 февраля 2018 года в поединке против «Кьево» Манчини забил свой первый гол за «Аталанту».
17 июля 2019 года на правах аренды перешёл в «Рому» до 30 июня 2020 года с возможным правом выкупа за €13 млн.

## Личная жизнь
23 декабря 2019 года в церкви Всех Святых во Флоренции состоялась церемония бракосочетания Джанлуки и его давней подруги Элизы. На церемонии присутствовали одноклубники Манчини по «Роме» Бриан Кристанте, Лоренцо Пеллегрини и Леонардо Спинаццола.

## Достижения

### Командные
«Рома»
- Победитель Лиги конференций УЕФА: 2021/22
- Финалист Лиги Европы УЕФА: 2022/23

### Личные
- Входит в состав символической сборной Лиги Европы УЕФА (2): 2020/21[11], 2023/24[12]